# Слюзар Роман Климентійович
Слюзар Роман Климентійович (21 березня 1890, с. Остап'є, нині Скалатська міська громада, Тернопільська область — 25 листопада 1952, Філадельфія, США) — український правник, громадський діяч, доктор права.

## Життєпис

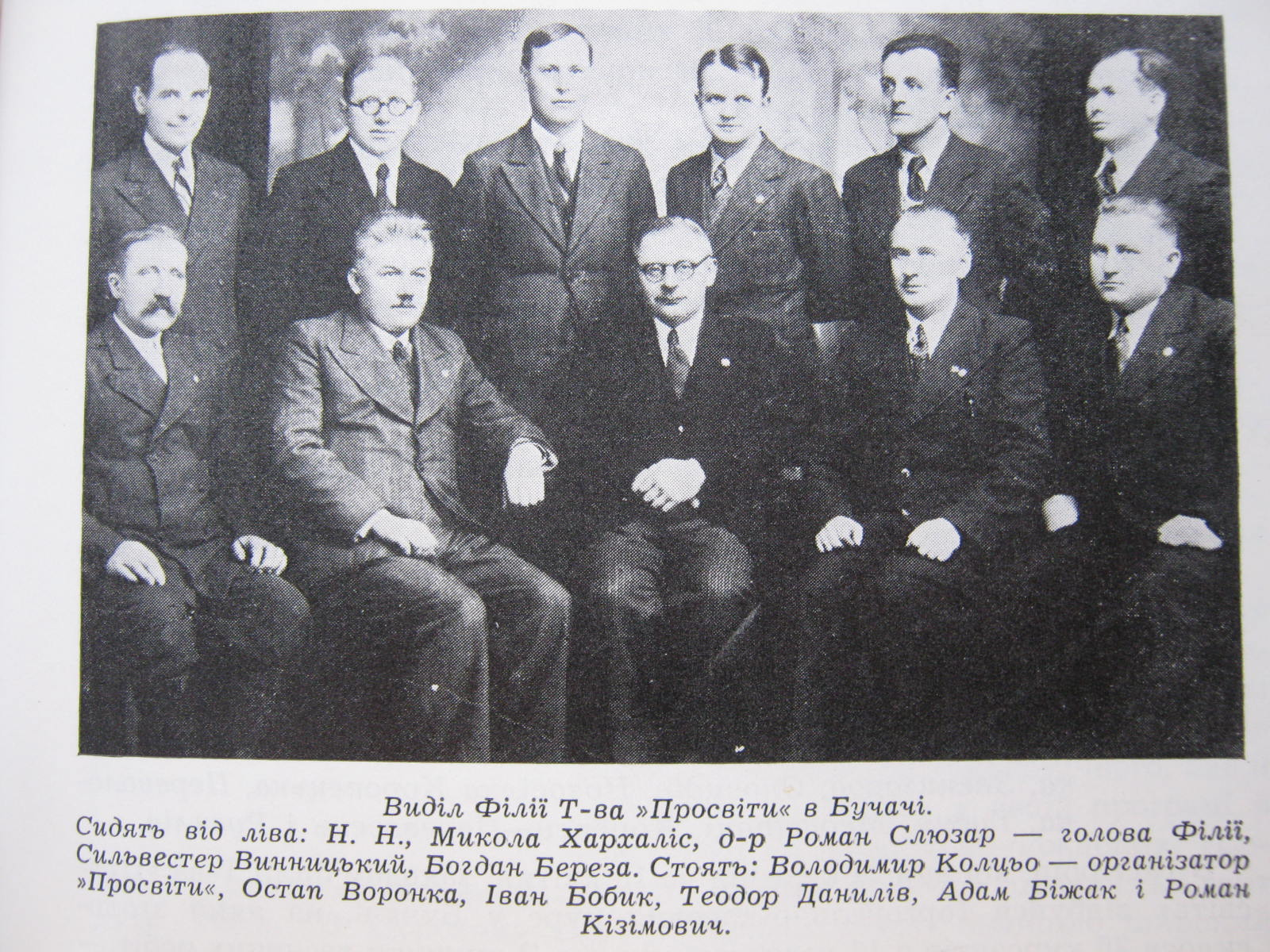
Доктор Р. Слюзар серед діячів «Просвіти» (сидить по центру). Бучач

Народився 21 березня 1890 року в селі Остап'є, (нині Скалатська міська громада, Тернопільська область) в сім'ї священика. Згодом проживав у селі Колодіївка та селі Сущин на Тернопільщині.
1904—1908 роки — навчався у Тернопільській українській гімназії. Закінчив правничий факультет Віденського університету (або в Ґраці, під час студій був головою Студентського Товариства «Січ»).
1915 року мобілізований до війська, 1916 року перейшов до лав УСС.
У часи ЗУНР: заступник коменданта Тернополя, суддя окружного військового суду, поручник УГА. Разом з УГА перейшов за р. Збруч, був у «Чотирикутнику смерти».
Працював у структурах Галицької СРР.
Потрапив до більшовицького полону, був у концтаборі в Кожухові. Повернувся додому, закінчив адвокатську практику. 1924 року відкрив адвокатську канцелярію в Микулинцях. Працював адвокатом у Підгайцях, Микулинцях, Бучачі, Тернополі. Голова філії товариства «Просвіта» (1925—1933 роки), відновив діяльність філії товариства «Сокіл» у Микулинцях.
З 1933 року в Бучачі: працював адвокатом, голова Виділу Бучацької повітової філії товариства «Просвіта».
14 жовтня 1939 р. заарештований більшовиками. Звільнений завдяки зверненню дядька Кирила Студинського до 1-го секретаря ЦККПБ(У) Нікіти Хрущова, також заходами дружини. Легально виїхав до Кракова.
1941 р. еміґрував до Австрії, в грудні 1949 року прибув до США. Співфундатор, перший голова кредитового товариства «Самопоміч» у Філадельфії, діяч инших українських орґанізацій.
Автор спогадів, публікацій.

### Родина
Брат Володимира і Климентія Слюзарів, небіж Кирила Студинського.
Батько Софії Слюзар (української громадської діячки в США, наукової консультантки Збіґнєва Бжезінського, директорки «Програми в Україні»).